# ヒトツバヨモギ
ヒトツバヨモギ（一葉蓬、学名:Artemisia monophylla）は、キク科ヨモギ属の多年草。日本特産の高山植物。別名、ヤナギヨモギ。

## 特徴
地下茎が横に這って群生する。茎は高さ70-100cmになり、ふつう枝分かれしない。葉は短い柄をもって互生し、葉身は長楕円状披針形で長さ6.5-14cm、幅2-4cmになる。葉の縁に鋭い鋸歯があり、先端はとがり、葉裏は白色になる。
花期は8-10月。頭花は花茎に細長い円錐花序につき、頭花の長さ3-4mm、幅2-3mmの鐘形で、くも毛がある。頭花は舌状花がなく筒状花のみで構成される。果実は長さ2mmの痩果になる。
ヨモギ属の葉は細かく切れ込むものが多いが、本種は分裂しない。そのため、ヒトツバヨモギ（一葉蓬）という。

## 分布と生育環境
日本固有種。本州の日本海側に分布し、亜高山帯から高山帯の草原、尾根筋、林縁などに生育する。

## ギャラリー
- 飯豊山